# Rhaphidostichum clemensiae
Rhaphidostichum clemensiae là một loài rêu trong họ Sematophyllaceae. Loài này được Nog. mô tả khoa học đầu tiên năm 1953.